# Rudolfsheim-Fünfhaus
Bairros e antigas vilas (verde). Os números romanos identificam os distritos vizinhos.
Rudolfsheim-Fünfhaus ( [ˈʀuːdɔlfsˌhaɪ̯m fʏnfˈhaʊ̯s] (ajuda·info)) é um distrito da cidade de Viena.

## Política

### Líder distrital
O líder de Rudolfsheim-Fünfhaus se chama Gerhard Zatlokal (SPÖ).

### Conselho distrital
- SPÖ 24
- Os Verdes 8
- FPÖ 8
- ÖVP 6